# 硬毛蓼
硬毛蓼（学名：Polygonum hookeri）为蓼科蓼属下的一个种。

## 扩展阅读
- 維基物種上的相關：硬毛蓼